# Hervormde kerk (Gasselternijveen)
De Nederlands Hervormde kerk van Gasselternijveen is een in 1858 gebouwde zaalkerk. Het is een waterstaatskerk in neoclassicistische stijl. De klokkentoren is in 1879 gebouwd. Naast de kerk staat een catechisatielokaal uit 1927. De kerk heeft de status van rijksmonument. In 1953 is de inrichting van de kerk aangepast.

## Orgel
Het orgel is gebouwd door Van Oeckelen. Het orgel is in 1900 gebouwd en is tegen de oostwand gesitueerd.